# Wolfgang Tenk

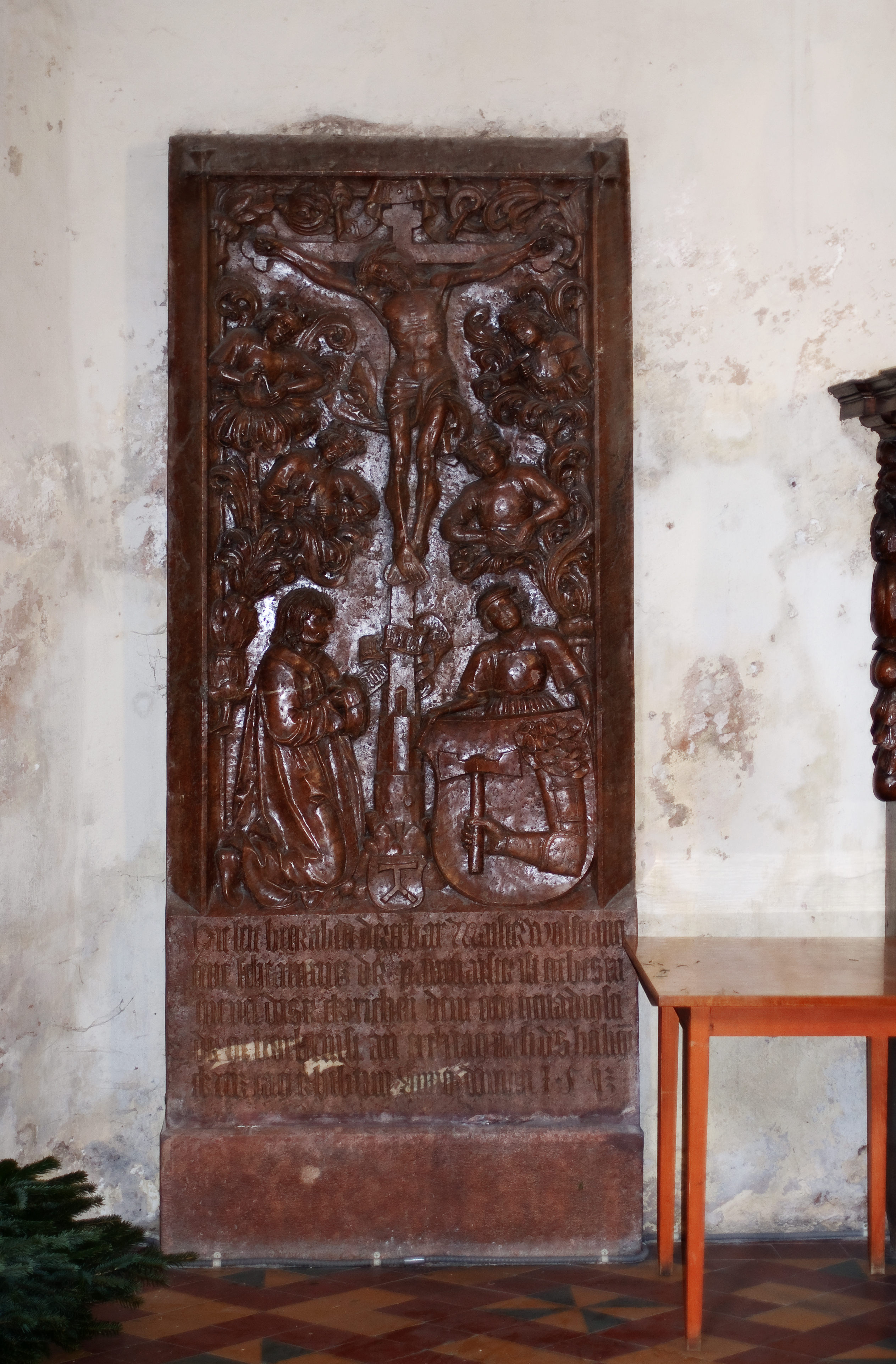
Tenks Epitaph in der Steyrer Stadtpfarrkirche

Wolfgang Tenk (auch: Tenc, Denck; † 20. September 1513 in Steyr) war ein Baumeister der Gotik im 15. und 16. Jahrhundert.

## Leben und Werk
Tenk ist 1475 in Admont als Meister Wolfgang der Steinmetz nachweisbar, zuvor ist er 1471 als Bürger in Wiener Neustadt belegt. Das von ihm 1480 angelegte Hüttenbuch Der Steinmetzen zuo Admont Pruederschaft im Grazer Joanneum weist ihn bereits als Leiter der Admonter Bauhütte aus. Sein Zeichen ist ein T mit im unteren Teil gespreiztem Stiel. Ab 1483 arbeitete er am gotischen Neubau der Steyrer Stadtpfarrkirche und folgte damit Mert Kranschach, der im selben Jahr Steyr wegen Unterschlagungsvorwürfen verlassen hatte. In Tenks Zeit fallen die Errichtung des Langhauses, außer der Wölbung, sowie der nordwestliche Anbau an das Langhaus (Nordportal). Nachfolger beim Bau der Steyrer Stadtpfarrkirche war Hanns Schwettichauer.

## Andenken

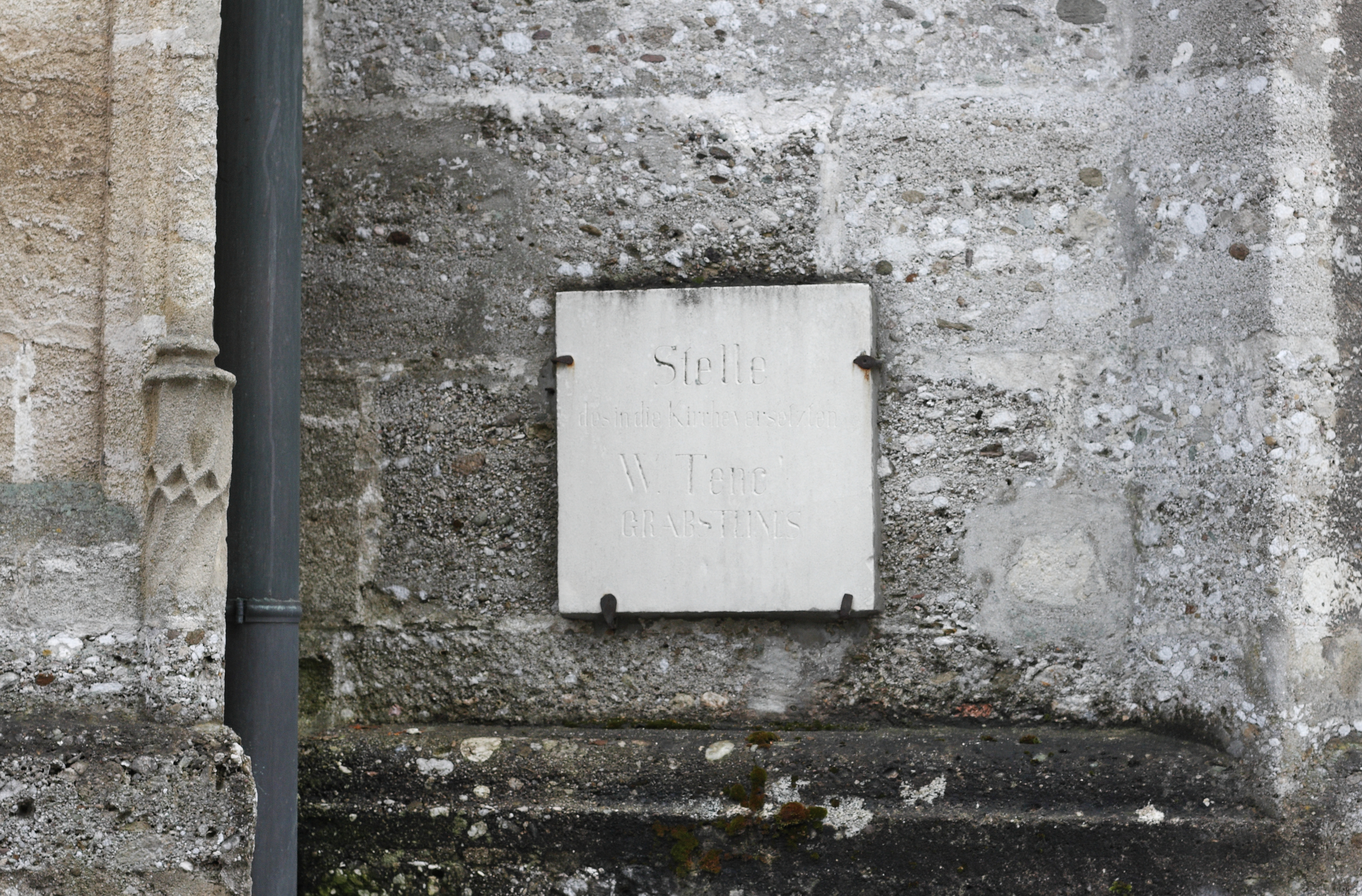
Tafel am alten Standort des Epitaphs

Sein Epitaph aus rotem Marmor befindet sich seit dem letzten Viertel des 19. Jahrhunderts im hinteren südlichen Seitenschiff der Steyrer Stadtpfarrkirche. Der alte Standort war an der Nordfassade, rechts neben dem Nordportal. Dort erinnert eine Gedenktafel daran.